# Khaosane Pathet Lao

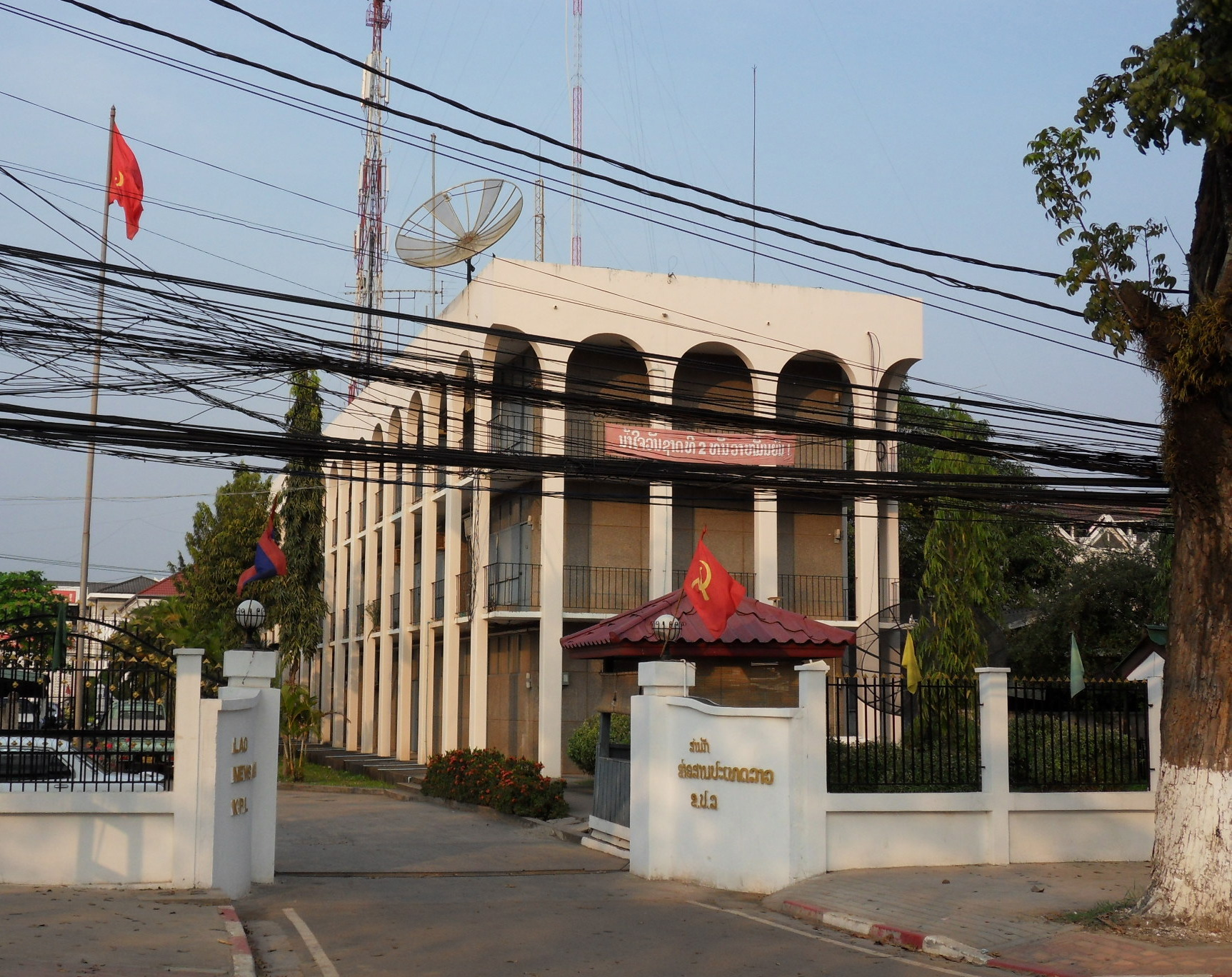
Siège du KPL à Vientiane, 2010.

Le Khaosan Pathet Lao (lao : สำนักข่าวลาว), orthographié dans les traductions françaises Khaosane Pathet Lao (soit Les Nouvelles du Laos, KPL), est l'agence de presse officielle du Laos. Son siège se trouve à Vientiane (80 avenue Setthatirath).
Elle a été créée le 6 janvier 1968 à Viengsay, dans la province de Houaphan, durant la guerre civile laotienne ; c'était alors l'organe du Pathet Lao, gouvernement dirigé par le Parti du Peuple lao et rival du Royaume du Laos. Elle est devenue l'agence de presse nationale lorsque le Pathet Lao a pris le pouvoir en 1975. Le Khaosane Pathet Lao publie le magazine Pathet Lao, et le trimestriel Laos.